# 빌리 크리스털
| 출생지 = 뉴욕주 뉴욕시
| 본명 = 윌리엄 에드워드 크리스털
William Edward Crystal
| 다른이름 = 
| 국적 = 미국
| 직업 = 스탠드업 코미디언, 희극인, 배우, 작가, 영화 감독, 영화 제작자, 영화 각본가
| 활동기간 = 1975-현재
| 종교 = 
| 부모 = 
| 형제자매 = 
| 배우자 = 재니스 골드핑거(1970-현재)
| 자녀 = 제니퍼 크리스털 폴리(딸) 외 1
| 소속사 = 
| 수상 = 
| 웹사이트 = 
| 학력 = 뉴욕 대학교(미술학사)
}}
빌리 크리스털(Billy Crystal, 1948년 3월 14일 ~ )은 유대계 미국인 스탠드업 코미디언, 희극인, 배우, 작가, 영화 감독, 영화 제작자, 영화 각본가이다. 잭과 헬렌 크리스털의 세 아들 중 막내로, 미국 뉴욕 롱아일랜드 롱비치에서 태어났다. 아버지는 코모도어 레코드를 공동 설립한, 잘 알려진 콘서트 기획인이다. 프라임타임 에미상을 여섯 차례, 토니상을 한 차례 수상하였으며, 그래미상과 골든 글로브상에 세 차례씩 후보로 올랐다. 1991년 할리우드 명예의 거리에 입성하였다.

## 작품 목록

### 영화 출연
- 이것이 스파이널 탭이다 (1984)
- 환상 살인 (1987)
- 해리가 샐리를 만났을 때 (1989)
- 토요일 밤의 남자 (1992)
- 굿바이 뉴욕 굿모닝 내 사랑 2 - 황금을 찾아라 (1994) - 각본, 제작 겸임
- 파리가 당신을 부를 때 (1995)
- 파더스 데이 (1997)
- 애널라이즈 디스 (1999)
  - 애널라이즈 댓 (2002)
- 아메리칸 스윗하트 (2001)
- 몬스터 주식회사 (2001) - 애니메이션
  - 몬스터 대학교 (2013)

### 영화 연출
- 토요일 밤의 남자 (1992) - 제작, 공동 각본 겸임
- 파리가 당신을 부를 때 (1995) - 제작, 공동 각본 겸임
- 61* (2001) - 총괄 제작 겸임

### 텔레비전 출연
- 새터데이 나이트 라이브 (1984-85) - 작가 겸임